# Röszke
Röszke é um município da Hungria, situado no condado de Csongrád-Csanád. Tem 36,63 km² de área e sua população em 2019 foi estimada em 3.169 habitantes.